# Latta (South Carolina)
Latta ist eine Town im Dillon County in South Carolina, Vereinigte Staaten. Das U.S. Census Bureau hat bei der Volkszählung 2020 eine Einwohnerzahl von 1.296 ermittelt.

## Geographie
Frühere Namen des Ortes sind Bishopville und Sardis. Der Ort liegt südwestlich von Dillon am U.S. Highway 501, die im Stadtzentrum von der South Carolina State Route 301 gekreuzt wird.
Nach den Angaben des United States Census Bureaus hat die Stadt eine Fläche von 2,7 km², darunter sind keine nennenswerten Gewässerflächen.

## National Register of Historic Places
Die Early Cotton Press ist eine um 1798 aus Holz erbaute Presse, um Baumwolle in Ballen zu pressen. Sie wurde 1950 von ihrem früheren Standort nach Latta verlegt und ist im National Register of Historic Places eingetragen.

## Demographie
Zum Zeitpunkt des United States Census 2000 bewohnten Latta 1410 Personen. Die Bevölkerungsdichte betrug 523,5 Personen pro km². Es gab 665 Wohneinheiten, durchschnittlich 246,9/km pro km². Die Bevölkerung Lattas bestand zu 57,94 % aus Weißen, 40,50 % Schwarzen oder African American, 0,71 % Native American, 0 % Asian, 0 % Pacific Islander, 0,07 % gaben an, anderen „Rassen“ anzugehören und 0,78 % nannten zwei oder mehr „Rassen“. 0,64 % der Bevölkerung erklärten, Hispanos oder Latinos zu sein.
Die Bewohner Lattas verteilten sich auf 580 Haushalte, von denen in 25,9 % Kinder unter 18 Jahren lebten. 43,6 % der Haushalte stellten Verheiratete, 21,4 % hatten einen weiblichen Haushaltsvorstand ohne Ehemann und 31,2 % bildeten keine Familien. 29,7 % der Haushalte bestanden aus Einzelpersonen und in 15,7 % aller Haushalte lebte jemand im Alter von 65 Jahren oder mehr alleine. Die durchschnittliche Haushaltsgröße betrug 2,43 und die durchschnittliche Familiengröße 3,01 Personen.
Die Bevölkerung verteilte sich auf 24,0 % Minderjährige, 8,9 % 18–24-Jährige, 23,8 % 25–44-Jährige, 25,2 % 45–64-Jährige und 18,2 % im Alter von 65 Jahren oder mehr. Das Durchschnittsalter betrug 41 Jahre. Auf jeweils 100 Frauen entfielen 74,7 Männer. Bei den über 18-Jährigen entfielen auf 100 Frauen 68,3 Männer.
Das mittlere Haushaltseinkommen in Latta betrug 25.833 US-Dollar und das mittlere Familieneinkommen erreichte die Höhe von 36.406 US-Dollar. Das Durchschnittseinkommen der Männer betrug 30.714 US-Dollar, gegenüber 19.583 US-Dollar bei den Frauen. Das Pro-Kopf-Einkommen belief sich auf 17.451 US-Dollar. 21,2 % der Bevölkerung und 16,5 % der Familien hatten ein Einkommen unterhalb der Armutsgrenze, davon waren 24,9 % der Minderjährigen und 31,4 % der Altersgruppe 65 Jahre und mehr betroffen.

## Söhne und Töchter der Stadt
- Raymond Felton (* 1984), Basketballspieler
- Carlisle Floyd (1926–2021), Komponist
- Kathryn Frost (1948–2006), Major General der US Army
- Chuck Jackson (1937–2023), Rhythm-and-Blues- und Soul-Sänger
- John L. McLucas (1920–2002), Politiker